# Gmünd
Gmünd osztrák város, Alsó-Ausztria Gmündi járásának székhelye. 2018 januárjában 5375 lakosa volt.

## Elhelyezkedése

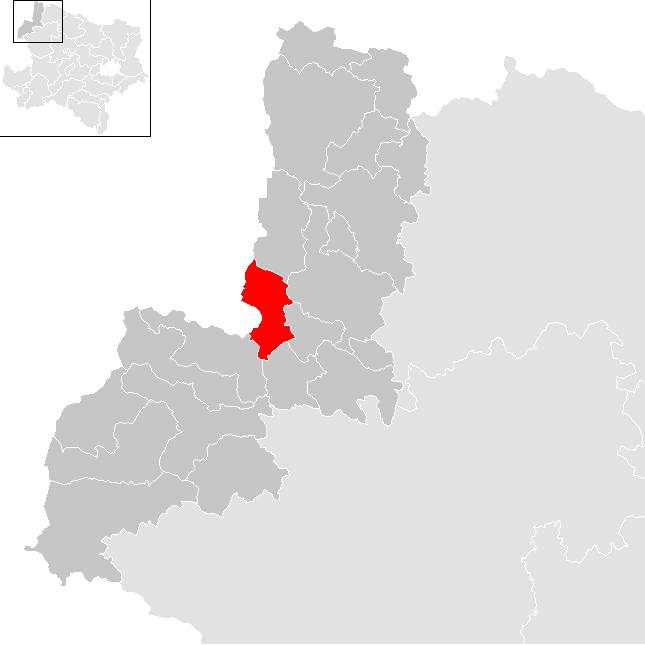
Gmünd a Gmündi járásban

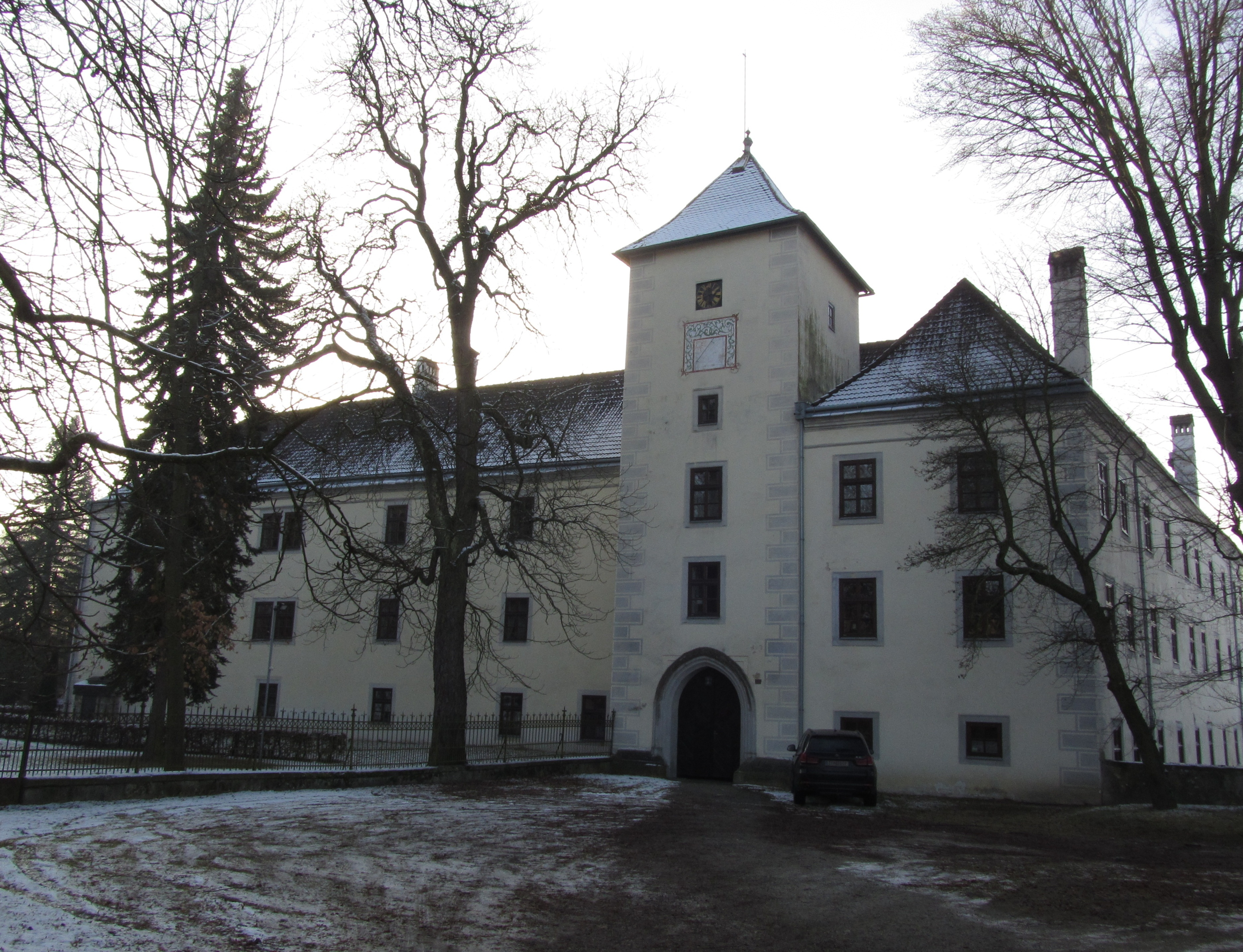
A gmündi kastély

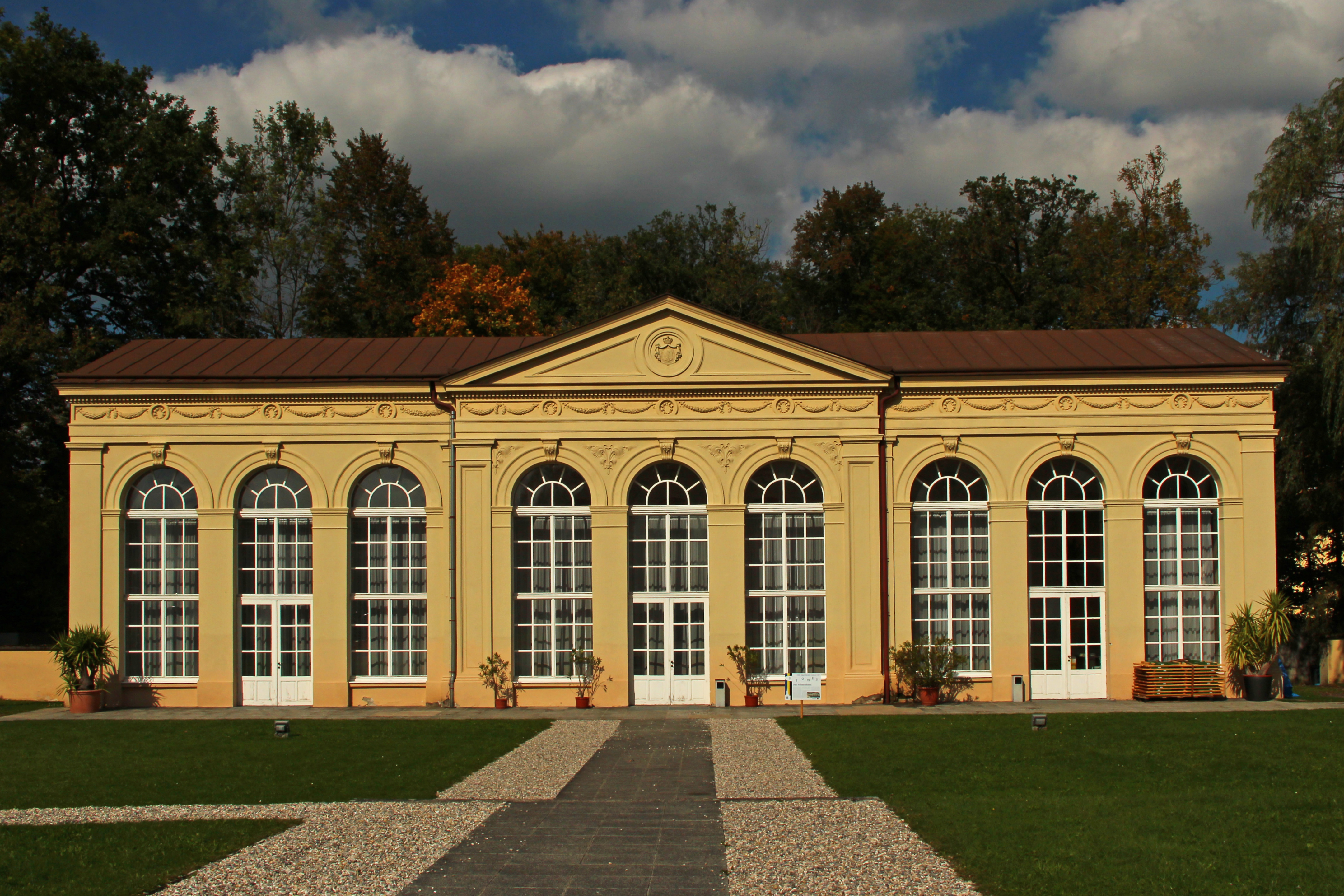
Pálmaház a kastély parkjában

Gmünd Alsó-Ausztria Erdőnegyedének (Waldviertel) északnyugati részén fekszik, a Lainsitz és a Braunaubach folyók találkozásánál, közvetlenül a cseh határ mellett. Az önkormányzat 5 települést egyesít: Breitensee (179 lakos 2018-ban), Gmünd (4674), Grillenstein (122), Großeibenstein (216) és Kleineibenstein (184). A kataszteri közösségek Böhmzeil, Breitensee, Eibenstein, Gmünd és Grillenstein.
A környező önkormányzatok: északra Brand-Nagelberg, északkeletre Schrems, keletre Hoheneich, délre Waldenstein, délnyugatra Großdietmanns, nyugatra České Velenice, északnyugatra Rapšach és Nová Ves nad Lužnicí (utóbbi három Csehországban).

## Története
A két folyó találkozásánál fekvő területet írásban először egy 1179-es osztrák-cseh határmegállapító egyezményben említik concurus duorum rivulorum-ként. A térség betelepítésére a 12. század második felétől került sor. 1180 körül II. Hadmar von Kuenring várat épített a Lainsitz-menti sziklás platón és megalapította Gmündöt és Weitrát. 1278-ban a településre már mezővárosként, 1311-ben pedig városként hivatkoztak. 1403-ban meteoritbecsapódást észleltek.
Az 1680-as pestisjárványnak 239 gmündi esett áldozatul.
A város gazdaságtörténetének egyik fontos fordulópontja a Bécs-Prága közötti Ferenc József-vasút (Franz-Josefs-Bahn) 1869-es megnyitása volt. A vasút irányítóközpontját Gmündben helyezték el, a pályaudvar egyben fontos vasúti csomóponttá is fejlődött. Itt ágazott el a prágai és a tabori vonal és innen indult ki az 1900-ban kiépített waldviereteli keskenyvágányú vasút. 1907-1916 között Gmündben működött Ausztria első trolibuszhálózata.
Az első világháború elején a várostól délre menekülttábort létesítettek, ahol annak 1919-es bezárásáig mintegy 50 ezer menekültet helyeztek el (főleg Galíciából). A világháborút Ausztria számára lezáró saint-germaini béke a Lainsitz mentén határozta meg az osztrák-csehszlovák határt, így a város nyugati része, közte a vasúti csomópont Csehszlovákiához került, ahol az a České Velenice nevet kapta (Velenice a ma Großdietmannshoz tartozó Wielands falu cseh neve). 1922-re a város osztrák oldalán lévő kis állomást pályaudvarrá fejlesztették. A Német Birodalom 1938 márciusában annektálta Ausztriát, októberben pedig a müncheni egyezmény nyomán Csehországot is. České Velenicét visszacsatolták Gmündhöz és mintegy 400 főnyi kiszolgáló személyzetet irányítottak a vasúti csomópont működtetésére. A második világháború vége felé internálótábort hoztak létre, ahol 1700 zsidót helyeztek el, mintegy harmaduk itt halt meg. 1945. március 23-án a szövetségesek mintegy 5500 bombát dobtak a városra; a támadásnak 336 áldozata volt. A világháború után a régi határokat visszaállították és a város 1955-ig szovjet megszállás alá került.
1972-ben Breitensee, Grillenstein és Eibenstein falvakat Gmündhöz kapcsolták. 

## Lakosság
A gmündi önkormányzat területén 2018 januárjában 5375 fő élt. A lakosságszám 1951-ben érte el csúcspontját 7388 fővel, azóta csökkenő tendenciát mutat. 2015-ben a helybeliek 92%-a volt osztrák állampolgár; a külföldiek közül 1% a régi (2004 előtti), 2,4% az új EU-tagállamokból érkezett. 2,9% a volt Jugoszlávia (Szlovénia és Horvátország nélkül) vagy Törökország, 1,7% egyéb országok polgára. 2001-ben a lakosok 82,9%-a római katolikusnak, 3,1% evangélikusnak, 3,4% mohamedánnak, 9,2% pedig felekezeten kívülinek vallotta magát. Ugyanekkor 9 magyar élt a városban. A legnagyobb nemzetiségi csoportokat a német mellett a törökök (2,5%) és a csehek (1,7%) képezték.

## Látnivalók

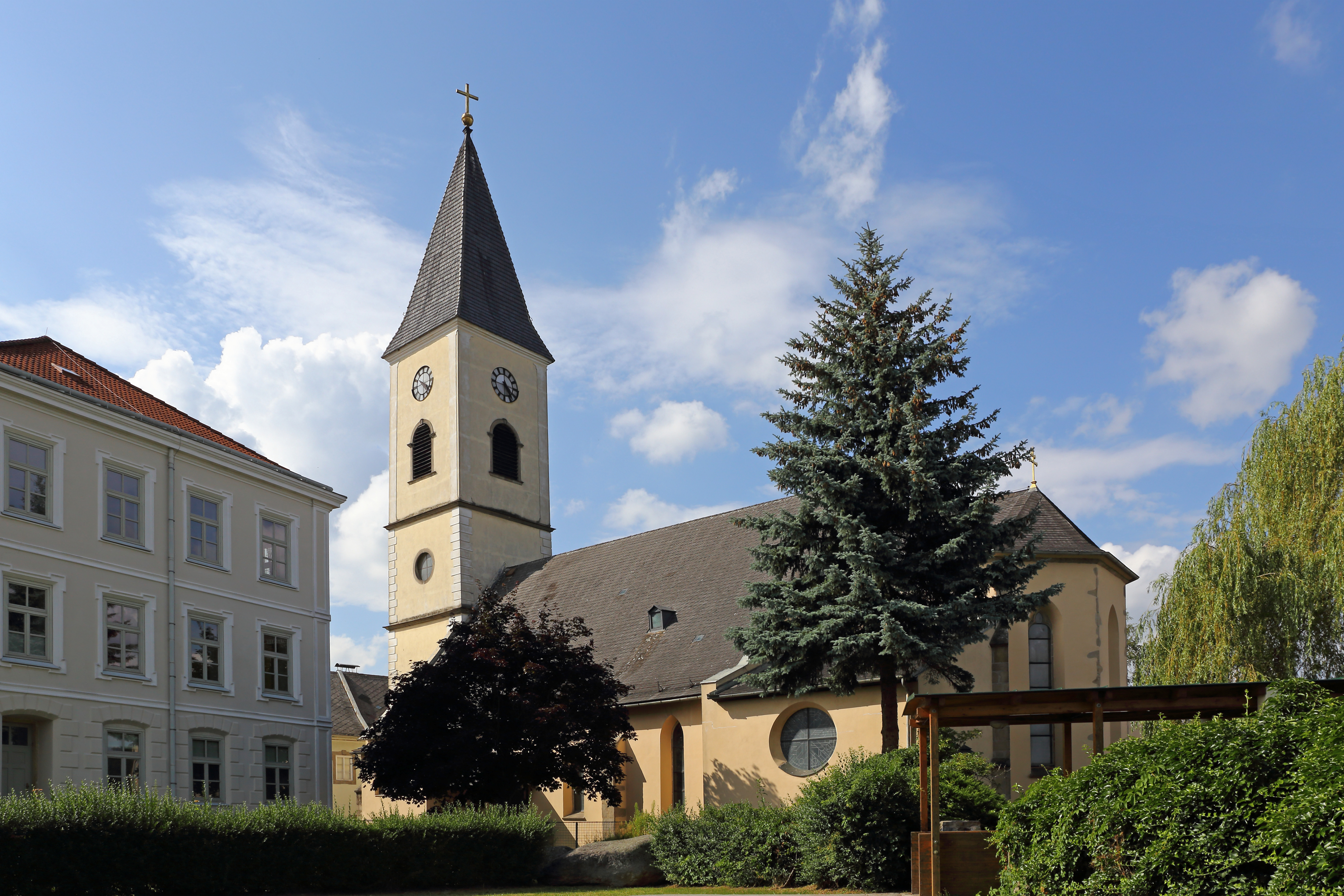
A Szt. István-plébániatemplom

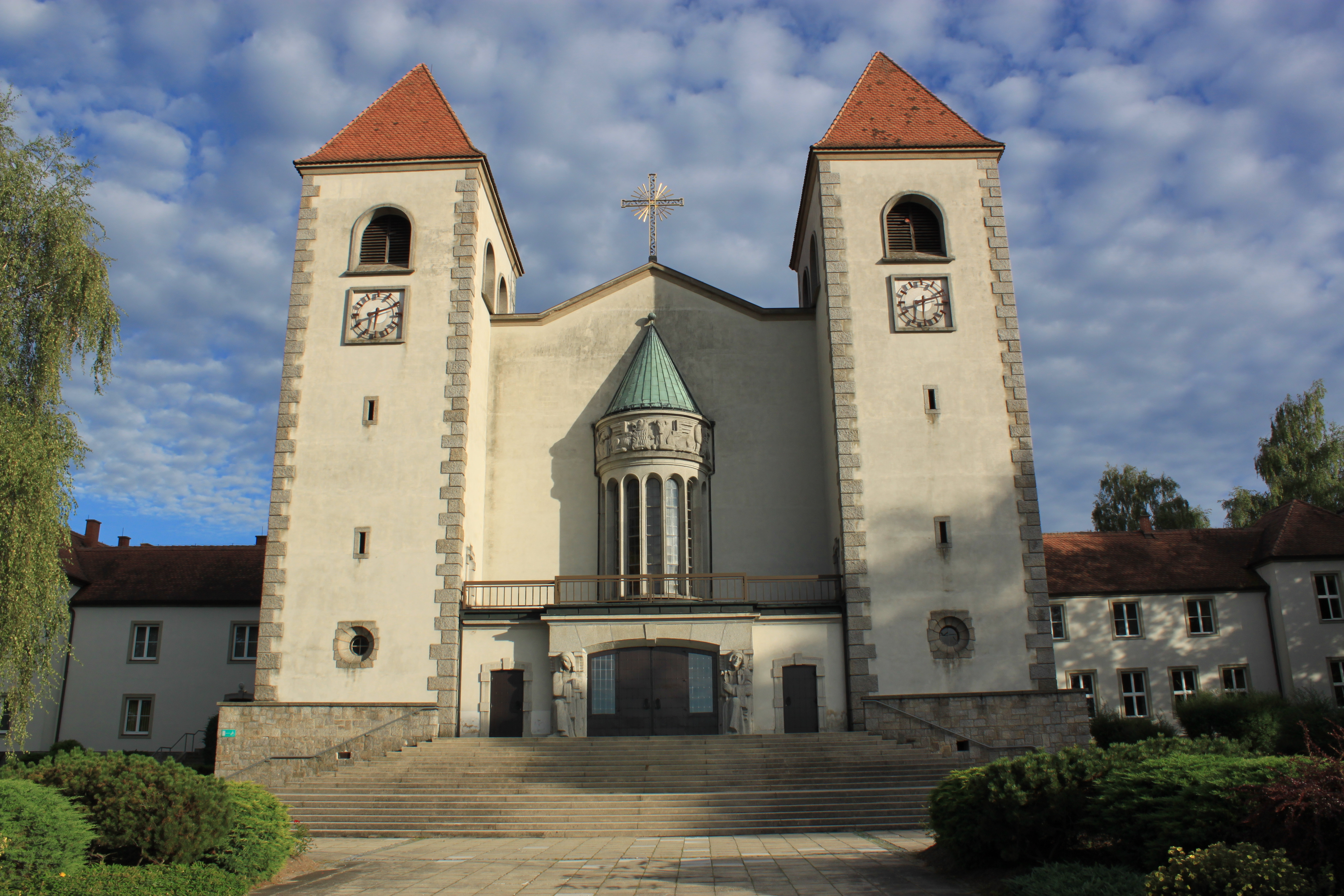
A Jézus szíve-templom

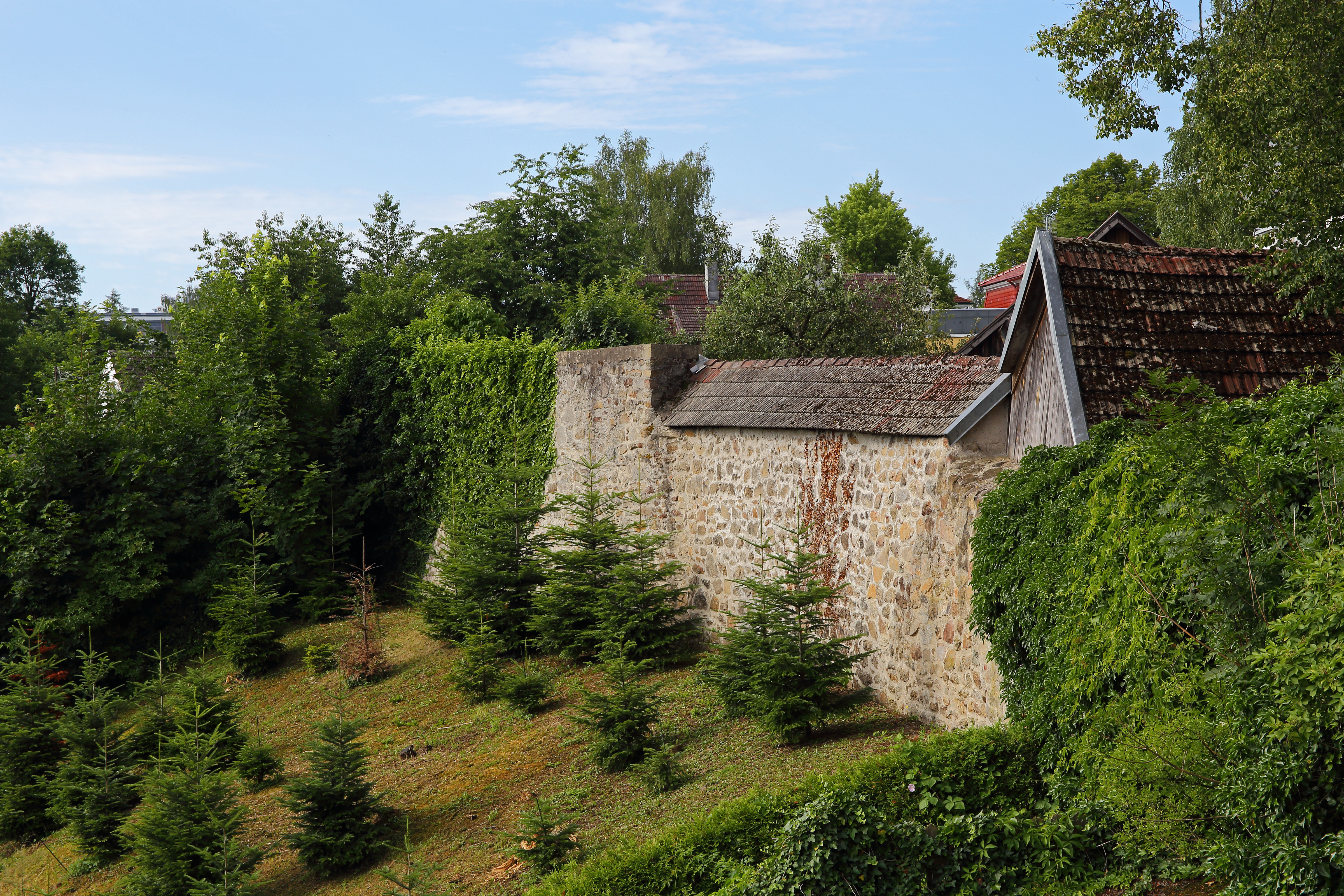
Gmünd középkori városfala

- Gmünd főterének sgraffitóval díszített házai között 16. századiak is vannak. Itt található a szintén 16. századi, templomszerű régi városháza, amely ma a városi múzeumnak ad helyet.
- a munkaügyi központ épülete a neves építész, Ernst Plischke korai munkája.
- a gmündi kastély a 16. században nyerte el mai külsejét. 1859-ben akkori tulajdonosa, Zsigmond főherceg tágas angolparkkal vette körül és pálmaházat létesített benne.
- a Szt. István-plébániatemplom
- a Jézus szíve-templom 1953-ban készült el
- az evangélikus templom
- a keskenyvágányú vasút nosztalgiajáratai
- a város északkeleti határában található a Blockheide-Gmünd natúrpark
- a Sole-Felsen-Bad fürdő

### Múzeumok
- a városi múzeum
- üveg- és kőmúzeum
- kovácsműhely-múzeum
- Malerwinkel-meseliget

## Híres gmündiek
- Thomas Sautner (1970) író
- Alfred Worm (1945–2007) újságíró
- Walter Nowotny (1920–1944) második világháborús vadászpilóta

## Testvértelepülések
- Sarreguemines (Franciaország)

## Fordítás
- Ez a szócikk részben vagy egészben  a   Gmünd (Niederösterreich) című német Wikipédia-szócikk ezen változatának fordításán alapul.  Az eredeti cikk szerkesztőit annak laptörténete sorolja fel. Ez a jelzés csupán a megfogalmazás eredetét és a szerzői jogokat jelzi, nem szolgál a cikkben szereplő információk forrásmegjelöléseként.